# Cratogeomys merriami
Cratogeomys merriami är en däggdjursart som först beskrevs av Thomas 1893.  Cratogeomys merriami ingår i släktet Cratogeomys och familjen kindpåsråttor.
Inga underarter finns listade i Catalogue of Life. Wilson & Reeder (2005) skiljer mellan 7 underarter.
Arten är med en längd av 320 till 360 mm, inklusive en 100 till 120 mm lång svans och en vikt av 450 till 700 g en större medlem i släktet Cratogeomys. Den har 42 till 53 mm långa bakfötter och 6 till 10 mm stora öron. Hannar är allmänt lite större än honor. På ovansidan varierar pälsens färg mellan ljus kastanjebrun och svartaktig. Undersidans päls är lite ljusare av samma färg. Individerna har en ränna på framsidan av de övre framtänderna. Cratogeomys merriami skiljer sig främst i avvikande genetiska egenskaper från andra släktmedlemmar.
Denna gnagare förekommer i centrala Mexiko. Arten vistas i bergstrakter mellan 1800 och 4000 meter över havet. Habitatet utgörs av gräsmarker och av tempererade skogar med ek och barrträd. Cratogeomys merriami besöker även jordbruksmark.
Individerna gräver komplexa underjordiska tunnelsystem som kan täcka en yta av 400 m². Gångarna har en diameter av 80 till 120 mm. Vid utgångarna skapas jordhögar som kan ha en diameter av en meter. Troligtvis kan honor para sig hela året men de flesta ungar föds under våren och hösten. En kull har upp till tre ungar. Kända naturliga fiender är rävar, grävlingar, vesslor och rovlevande fåglar.
Cratogeomys merriami fångas ibland av människor för köttets skull. Hela beståndet listas av IUCN som livskraftig (LC).